# Thalictrum grandidentatum
Thalictrum grandidentatum är en ranunkelväxtart som beskrevs av Wen Tsai Wang och S.H. Wang. Thalictrum grandidentatum ingår i släktet rutor, och familjen ranunkelväxter. Inga underarter finns listade i Catalogue of Life.